# Джевад Карахасан
Джевад Карахасан (босн. Dževad Karahasan, 25 січня 1953, Дувно — 19 травня 2023) — боснійський письменник.

## Біографія і творчість
Навчався в університеті в Сараєво, захистив в Загребі дисертацію про творчість Мирослава Крлежи. Викладав драматургію в Сараєвському університеті, в 1993 переїхав з обложеного міста в Зальцбург. З 1995 зв'язаний з австрійським товариством музики і театру ARBOS. П'єси Карахасана поставлені в театрах Австрії, ФРН, Боснії і Герцеговини, Чехії, України, США, Сингапуру та ін. країн, його книги перекладені багатьма мовами Європи.

## Публікації
- Kazalište i kritika (1980)
- Kraljevske legende (1980)
- Kralju ipak ne sviđa se gluma (1983, драма)
- Strašno je vani (1984, драма)
- O jeziku i strahu (1987)
- Model u dramaturgiji (1988)
- Istočni diwan/ Східний диван (1989, роман)
- Misionari (1989, п'єси)
- Stidna žitija (1989, роман)
- Stid nedjeljom (1991)
- Kuća za umorne (1993)
- Dnevnik selidbe (1993)
- Šahrijarov prsten/ Перстень Шахрияра (1996, роман)
- Sara i Serafina (1999)
- Knjiga vrtova/ Книга садів (2002, эссе)
- Noćno vijeće (2005)
- Izvjestaji iz tamnog vilajeta (2007)

## Суміжні видання
- Sabrana djela (2007)

## Визнання
Європейська премія за есе імені Шарля Вейона (1994), премія Бруно Крайського за політичну книгу (1995), Лейпцизька книжкова премія за вклад в європейське взаєморозуміння (2004), Премія Вілениці (2010) та ін. нагороди.